# Ahigal (kommun)
Ahigal är en kommun i Spanien.   Den ligger i provinsen Provincia de Cáceres och regionen Extremadura, i den centrala delen av landet, 210 km väster om huvudstaden Madrid. Antalet invånare är 1 462.